# همبلینگتون
همبلینگتون (به انگلیسی: Hemblington) یک روستا و محله مدنی در بریتانیا است که در Broadland واقع شده‌است. همبلینگتون ۳٫۰۳ کیلومتر مربع مساحت و ۳۳۲ نفر جمعیت دارد.